# Cử Lê Bỉ công
Cử Lê Bỉ công (chữ Hán: 莒犂比公, ?-542 TCN, trị vì 577 TCN-542 TCN), tên thật là Mật Châu (密州) hay Mãi Chu Tư (買朱鉏), là vị vua thứ 17 của nước Cử, chư hầu nhà Chu trong lịch sử Trung Quốc.
Mật Châu là con của Cử Cừ Khâu công, vua thứ 16 của nước Cử. Năm 578 TCN, Cử Cừ Khâu công qua đời, Mật Châu lên nối ngôi, tức là Cử Lê Bỉ công.
Trong thời gian ở ngôi, Cử Lê Bỉ công thần phục nước Tấn, nhiều lần đến hội chư hầu.
Từ năm 565 TCN đến 561 TCN, nước Cử và nước Lỗ liên tục xảy ra chiến tranh, quân Cử ba lần đem quân đánh Lỗ nhưng sau phải rút lui.
Năm 555 TCN, nhân việc Tề Linh công lấn chiếm biên giới phía bắc nước Lỗ. Tấn Bình công hội 12 nước chư hầu đánh Tề. Cử Lê Bỉ công đem quân giúp đỡ quân Tấn. Tướng Tấn là Tuân Yển sai cắm nhiều cờ trong rừng làm nghi binh khiến quân Tề tưởng rằng quân các nước rất đông đảo.
Tề Linh công bỏ chạy về cố thủ ở kinh thành Lâm Tri. Quân chư hầu đốt phá nhà cửa ở ngoại thành rồi rút đi.
Theo Tả truyện, Cử Lê Bỉ công bạo ngược vô đạo, thường xuyên đem quân chiến tranh với các nước láng giềng làm dân chúng khổ sở. Ban đầu Lê Bỉ công lập con trưởng là Triển Dư làm thái tử. Năm 542 TCN, Lê Bỉ công định phế Triển Dư lập người khác. Triển Dư biết chuyện, đem quân tấn công vào cung, giết chết Lê Bỉ công để đoạt ngôi, tức Cử quân Triển Dư. Em ông là Khứ Tật chạy trốn sang nước Tề.
Cử Lê Bỉ công ở ngôi được 35 năm.